# Fear Inoculum
Fear Inoculum es el quinto álbum de estudio de la banda estadounidense Tool. Fue publicado el 30 de agosto de 2019 por Volcano Entertainment y RCA Records, siendo el primer trabajo de la banda después de trece años de su anterior álbum, debido a diferencias personales, artísticas y también a asuntos judiciales.
Fue lanzado con gran éxito de crítica. El álbum encabezó la lista Billboard 200 en los Estados Unidos, el tercero consecutivo en hacerlo, vendiendo más de 270,000 copias. El álbum también encabezó otras cinco listas de álbumes nacionales en su primera semana. Dos canciones del álbum recibieron nominaciones al Grammy, el primer sencillo «Fear Inoculum», para el Premio Grammy a la mejor canción de rock, y «7empest», para el Premio Grammy a la mejor interpretación de metal, ganando dicho premio.

## Antecedentes
El 2 de mayo de 2006 Tool lanzó su cuarto álbum de estudio, titulado 10,000 Days. Supo ocupar el primer lugar en el ranking de Billboard 200 en los Estados Unidos y alcanzó el Certificado de Platino otorgado por la Recording Industry Association of America, tras superar el millón de copias vendidas a un mes después de su publicación. Tras ello, la banda llevó a cabo una extensa gira para promocionar su trabajo, haciendo más de doscientos conciertos hasta el año 2007. Con posterioridad, el líder Maynard James Keenan dijo que preveía que Tool se disolvería en un futuro cercano y se centró en su proyecto paralelo, Puscifer. Sin embargo, a principios de 2008, en la quincuagésima ceremonia de los Grammy Awards, Keenan anunció a MTV que la banda comenzaría a escribir nuevo material para su quinto álbum de estudio "de inmediato".
El conjunto musical permaneció en silencio durante los años subsiguientes, hasta que en el sitio web oficial de Tool se publicó que el bajista Justin Chancellor, el baterista Danny Carey y el guitarrista Adam Jones estaban reunidos y trabajando en la creación de nuevo material musical mientras que el vocalista Keenan enfocaba sus esfuerzos en otros proyectos. Se repetía el mismo procedimiento habitual en la banda, con el vocalista esperando que se encontraran listas las melodías instrumentales para luego él escribir las letras y grabar las voces. Hacia el año 2012, el sitio oficial de la banda se actualizó nuevamente, allí el webmaster escribió que habían escuchado material instrumental que "sonaba como Tool... algo que recordaba a los primeros trabajos de Tool, con otras partes llevadas al límite" y que estimaban que el nuevo álbum estaba a la mitad de su composición.
Graves problemas externos ralentizaron el progreso del álbum en los siguientes de años. En 2013, se informó que dos accidentes de scooter separados lesionaron a dos miembros no revelados de la banda, eliminando nueve días de tiempo planeado para hacer "jamming". Más tarde, Carey reveló que fue uno de los miembros involucrados, y señaló que había estado envuelto en un accidente de motocicleta que le causó múltiples costillas rotas, dolencia que ralentizó aún más la grabación. Keenan resumió el progreso del álbum en ese momento empleando una analogía gastronómica, al decir que "Básicamente en este momento son muchas ideas. No hay canciones reales ... Sigue siendo una especie de fideos en una gran canasta. Muchos fideos, simplemente no hay platos". En 2014, Jones y Carey revelaron que a causa de problemas legales y batallas judiciales derivadas de una demanda de 2007 también habían atentado contra la producción de nuevo material musical. Los problemas legales fueron producto de una demanda de un artista amigo de los músicos que reclamó los derechos de la obra de arte que la banda había utilizado, pero se intensificó después de que una compañía de seguros involucrada demandara a la banda por los detalles técnicos, lo que llevó a la banda a efectuar una contrademanda a la compañía de seguros. Las constantes batallas y demoras por los juicios, junto con otras obligaciones de la vida privada de los integrantes de Tool, limitaron el tiempo de la banda para trabajar en su música e impactó negativamente en la creatividad de los mismos. En ese momento, Carey declaró que solo una canción estaba "casi terminada", una pista sin título de diez minutos. Hacia el año 2015, Jones anunció que los problemas legales habían terminado por completo.
El trabajo en el álbum continuó progresando hasta 2015, aunque "lentamente", según Keenan. Jones informó que la banda tenía veinte ideas para canciones diferentes en desarrollo. La banda realizó algunas giras y estrenó una nueva canción, "Descending", aunque de forma abreviada e incompleta, de acuerdo a lo dicho por Adam Jones. El guitarrista también informó que la grabación de las partes instrumentales había sido completada y pasados a Keenan para que trabajara en las letras y voces, aunque se resistió a afirmar que cualquiera de los trabajos estuvieran "terminados".  Si bien el webmaster de la banda informó a principios de 2016 que, en gran parte, solo unas pocas canciones e interludios más cortos debían terminarse, para fines de ese año, Chancellor describió el estado de la banda como "aún en el proceso de escritura". Explicó que si bien se habían establecido temas principales y un "esqueleto" suelto, Jones, Carey y él mismo estaban creando y reelaborando continuamente nuevo contenido instrumental. Este trabajo en el álbum continuó durante todo 2017. En ese momento, Carey predijo el álbum podría estar listo y lanzarse hacia finales de 2018, aunque Keenan contrarrestó estas expresiones, afirmando que probablemente supondría más tiempo que ese para finalizar el trabajo. Jones, Chancellor y Carey continuaron trabajando en el álbum mientras que Maynard Keenan regresó a A Perfect Circle a fines de 2017 para trabajar con Billy Howerdel y grabar su cuarto álbum de estudio Eat the Elephant, lanzado a principios de 2018. Para febrero de 2018, Keenan anunció que había recibido archivos de música del resto de los miembros de la banda que contenían instrumentales con etiquetas que decían "FINAL" para todas las pistas del álbum excepto una. Desde entonces dedicó los meses siguientes a escribir letras y componer las melodías vocales.

## Grabación
El 10 de marzo de 2018, Tool ingresó en un importante estudio de grabación para comenzar a grabar sesiones con el productor Joe Barresi, con quien había trabajado durante 10,000 Days. El 11 de mayo, se informó que todas las partes de batería y percusión complementaria habían sido grabadas. En septiembre, Keenan anunció que había terminado de grabar los scratches vocales (voces preliminares), pero no había comenzado con las voces finales. En enero de 2019, Keenan anunció que había terminado sus últimas sesiones de grabación vocal "meses atrás", pero que el álbum probablemente requeriría largas sesiones de mezcla. En el mismo mes Danny Carey declaró que su objetivo era lanzar el álbum en abril de 2019. Inmediatamente Keenan sindicó que eso sería irrealizable para ese plazo, pero que estimaba posible el lanzamiento del álbum entre mayo y julio. La banda estuvo en el estudio con Bob Ludwig en marzo de 2019; Ludwig también había colaborado con la masterización de 10,000 Days. El trabajo de grabación se ha realizado en los siguientes estudios: Henson Recording, United Recording Studio y The Loft

## Composición y temáticas
El álbum consta de siete pistas principales de música y un tiempo de ejecución de 80 minutos, el tiempo máximo para los discos compactos. Los integrantes Jones y Carey describieron que las canciones serían largas, pero que a su vez contienen múltiples pasajes dentro de cada pista, incluido en las ediciones digitales. El concepto relacionado al número siete es un tema recurrente del álbum tanto musical como conceptualmente; Chancellor y Jones escribieron riffs de guitarra en tempos inusuales relacionadas con el número siete, mientras que -por su cuenta- Keenan introdujo ideas relacionadas con el siete también. Los videos musicales de este álbum tendrán relación con este tópico. El álbum también explora el concepto de madurar "más viejo y más sabio". Louder Sound en particular expresa que el contenido lírico del álbum posee un factor espiritual más consistente, mientras las secciones instrumentales poseen más bases electrónicas, evocando sonidos orientales («Litanie contre le Peur») y toques de Vangelis («Legion Inoculant»). Danny Carey, por su parte, describe a «Chocolate Chip Trip» como un tributo al baterista experimental de jazz, Billy Cobham. Maynard Keenan explicó que el álbum cubre la idea de "abrazar dónde estamos ahora, reconociendo de dónde venimos y algunas de las cosas por las que hemos pasado". El cantante sugirió que se requiriere paciencia y escuchar el disco varias veces para asimilar el álbum, comparándolo con una película que se desarrolla lentamente.

## Lanzamiento
El lanzamiento del álbum fue fijado para el viernes 30 de agosto de 2019. La banda realizó una gira en mayo de 2019 en América del Norte y durante junio en Europa. En marzo se informó que Adam Jones había estado trabajando en la portada del álbum, algo que siempre ha sido uno de los últimos pasos en el proceso de lanzamiento de los trabajos musicales de la banda. La banda comenzó su gira de pre-álbum en mayo, comenzando con un espectáculo principal en Welcome to Rockville, donde la banda estrenó dos nuevas canciones, "Descending" e "Invincible".  El título del nuevo trabajo de la banda fue anunciado el 29 de julio de 2019. También se anunció que a partir del 2 de agosto de 2019 todo el catálogo musical de Tool estaría disponible en todas las plataformas digitales, tanto de escucha como de compra. El lunes 5 de agosto se desveló la portada del álbum, diseñada finalmente por Alex Grey. Un día después se publicó el primer single titulado Fear Inoculum. También se confirmó que serán siete extensas canciones las que integrarán este trabajo musical.

## Recepción
Fear Inoculum ha sido aclamado por las críticas profesionales. En Metacritic, el álbum tiene un puntaje promedio de 89 sobre 100, lo que indica "aclamación universal" basado en 7 críticas. James McMahon de NME le dio a Fear Inoculum una partitura perfecta, destacando el trabajo de Keenan como "quizás la mejor colección de voces que el cantante Keenan se haya comprometido a grabar, con muchas líneas que salen de los labios del vocalista más cercanas al melodioso cantar de Keenan en A Perfect Circle que a la rasposa y gruesa voz de antaño" y concluyendo que "valió la pena la espera" para el nuevo material de Tool. El Boston Globe se pronunció en iguales términos, elogiando al álbum al afirmar que se trata de "un sueño de 80 minutos de fiebre del metal progresivo que demuestra que la banda ha vuelto y mejor que nunca". The Atlantic elogió al álbum por ser tan bueno como los lanzamientos anteriores, describiéndolo como "preciso y devastador como siempre ha sido Tool" y "que contiene una cantidad casi inmanejable" de ese 'sentimiento Tool'". Spin aclamó el álbum describiendo que "continúa borrando las líneas entre el arte, la psicodelia, el metal alternativo, y el rock progresivo con una curiosidad y habilidad no disminuidas mientras permanecen desafiantemente contrarios al mundo del auto-tuning y cuantificado digitalmente en el que vivimos ahora". Loudersound (anteriormente Metal Hammer) elogió la densidad y la capa de sonido del álbum, y destacando la "grandiosidad" y las voces "emocionales" de Keenan y la canción más pesada del álbum, 7empest, como aspectos más destacados del álbum. Wall of Sound también destacó a esa canción como una de las mejores de la carrera de Tool, e indica que con este nuevo trabajo discográfico, el conjunto musical "no ha reinventado la rueda, sino que han refinado todos los aspectos de la banda que los hacen tan especiales en primer lugar".
La canción "7empest" ganó el Grammy a la  Mejor Interpretación Metal en el 2020, siendo así la tercera vez que ganan el premio en esta categoría y el cuarto Grammy en toda su carrera.
También Tool fue nominado, y recibió el premio "Top Rock Album" en los BillBoard Music Awards 2020, que se celebraron la noche del miércoles 14 de octubre.

## Lista de canciones
Todas las letras están escritas por Maynard James Keenan, mientras que la música está compuesta por Adam Jones, Danny Carey y Justin Chancellor. Se detallan las listas para las versiones en formato digital y física:

| Versión física |                       |          |  |
| N.º            | Título                | Duración |  |
| 1.             | «Fear Inoculum»       | 10:20    |  |
| 2.             | «Pneuma»              | 11:53    |  |
| 3.             | «Invincible»          | 12:44    |  |
| 4.             | «Descending»          | 13:37    |  |
| 5.             | «Culling Voices»      | 10:05    |  |
| 6.             | «Chocolate Chip Trip» | 4:48     |  |
| 7.             | «7empest»             | 15:43    |  |

| Versión digital |                                                                   |          |  |
| N.º             | Título                                                            | Duración |  |
| 1.              | «Fear Inoculum»                                                   | 10:20    |  |
| 2.              | «Pneuma»                                                          | 11:53    |  |
| 3.              | «Litanie contre la peur» (Del francés para "Litany Against Fear") | 2:14     |  |
| 4.              | «Invincible»                                                      | 12:44    |  |
| 5.              | «Legion Inoculant»                                                | 3:09     |  |
| 6.              | «Descending»                                                      | 13:37    |  |
| 7.              | «Culling Voices»                                                  | 10:05    |  |
| 8.              | «Chocolate Chip Trip»                                             | 4:48     |  |
| 9.              | «7empest»                                                         | 15:43    |  |
| 10.             | «Mockingbeat»                                                     | 2:05     |  |

## Personal
Créditos extraídos del libro del álbum en su versión digital.
| Tool - Danny Carey - batería, percusión y sintetizador - Justin Chancellor - bajo - Adam Jones - guitarra - Maynard James Keenan - voces Músico adicional - Lustmord – efectos de sonido de olas y agua Producción - "Evil" Joe Barresi – producción - Bob Ludwig – masterización - Asistencia de ingeniería: Jun Murakawa, Morgan Stratton, Kevin Mills, Garret Lubow, Wesley Seidman, Scott Moore, Greg Foeller - Técnicos de guitarra: Dan Druff, Tim Dawson, Scott Dachroaden, Pete Lewis, Sacha Dunable - Técnicos de percusión: Bruce Jacoby, Jon Nikcolson, Joe Slaby, Junior Kittlitz - Seguimiento adicional: Mat Mitchel, Tim Dawson, Andrew Means | Arte y diseño - Adam Jones – director artístico, director de video - Alex Grey – arte del álbum, arte del libro del álbum, concepto de video y director de video - Mackie Osborne – diseño y maquetación - Joyce Su – arte adicional, efectos visuales, diseño - Matthew Santoro – CGI, diseño de video, director de efectos visuales - Ryan Tottle & Dominic Hailstone – efectos visuales adicionales - Sean Cheetham – Retratos de Tool - Fotografía: Kristin Burns, Alex Landeen, Travis Shinn, Lee Young, Ann Chien |